# Iglesia de la Asunción (Castejón de Sobrarbe)
La iglesia de la Asunción de Castejón de Sobrarbe es un edificio gótico-renacentista situado en la localidad prepirenaica del mismo nombre, dentro del término municipal de Aínsa-Sobrarbe, en la comarca de Sobrarbe, provincia de Huesca, Aragón, España.
Situada en la cuenca del río Susía, en el extremo nororiental de la Sierra de Guara, dista 22 kilómetros de Aínsa y 47 de la ciudad de Barbastro.

## Historia
En distintos puntos del edificio constan inscripciones con diversas fechas, que permiten datar la construcción de cada una de las partes de la iglesia.
En la portada está grabada la fecha de 1547, acompañada por el nombre, parcialmente desaparecido, de maestro miguel de.
El conjunto del edificio debió de estar realizándose también en esos años y concluirse en 1557, según la inscripción del púlpito: ioan tellet me yzo 1557. Joan Tellet construyó también en aquellas fechas la iglesia de la Asunción de Olsón y terminó la basílica de la Virgen de la Peña en Graus. La puerta de la sacristía que realizó aquí parece seguir modelos del libro Libro de Arquitectura de Sebastián Serlio, publicado en España en 1552.
Se conserva documentación referida a una visita episcopal de 1559, cuando el templo ya estaba consagrado y en uso, según la que se ordena que "se haga un coro muy bueno".
Por último, en la ventana de la sacristía consta la fecha de 1596. En este año se realizaría dicha estancia y la ampliación de la capilla norte.
Se desconoce la fecha exacta de la construcción de la torre. Diversos detalles arquitectónicos han inclinado a diversos investigadores a suponerla ligeramente anterior al resto de la iglesia.
En 2007 la iglesia se cerró al público debido a su mal estado de conservación pero en el 2020 se inicia la primera fase de restauración del edificio, centrándose en la consolidación de la cubierta, la estructura y los exteriores de la iglesia mientras que la segunda parte que se inició en el 2023 consistió en la rehabilitación de la estructura y la cubierta de la sacristía.

## Descripción
Su datación se localiza en el siglo XVI, construido con arquitectura tardogótica con elementos renacentistas. Se trata de un edificio construido en piedra de cantería. Posee nave rectangular con capillas laterales, cabecera poligonal y una sacristía adosada. Posee una torre de cinco cuerpos situada a la altura del último tramos de la nave. Está construida en sillarejo y sillar.